# Arthur Cazaux
Arthur Cazaux (ur. 23 sierpnia 2002 w Montpellier) – francuski tenisista, finalista juniorskiego Australian Open 2020 w grze pojedynczej.

## Kariera tenisowa
W 2020 roku dotarł do finału juniorskiego turnieju Australian Open w grze pojedynczej, w którym przegrał z Haroldem Mayotem.
W tym samym roku zadebiutował w imprezie wielkoszlemowej podczas turnieju French Open w grze podwójnej. Startując w parze z Haroldem Mayotem, odpadł w pierwszej rundzie.
W karierze wygrał trzy singlowe turnieje cyklu ATP Challenger Tour. Ponadto zwyciężył w trzech turniejach rangi ITF w grze pojedynczej. W rankingu gry pojedynczej najwyżej był na 63. miejscu (2 grudnia 2024), a w klasyfikacji gry podwójnej na 430. pozycji (1 listopada 2021).

### Zwycięstwa w turniejach ATP Challenger Tour w grze pojedynczej
| Końcowy wynik | Nr | Data             | Turniej    | Nawierzchnia | Przeciwnik    | Wynik finału |
| ------------- | -- | ---------------- | ---------- | ------------ | ------------- | ------------ |
| Zwycięzca     | 1. | 4 września 2022  | Nonthaburi | Twarda       | Omar Jasika   | 7:6(6), 6:4  |
| Zwycięzca     | 2. | 14 stycznia 2023 | Nonthaburi | Twarda       | Lloyd Harris  | 7:6(5), 6:2  |
| Zwycięzca     | 3. | 6 stycznia 2024  | Numea      | Twarda       | Enzo Couacaud | 6:1, 6:1     |

### Finały juniorskich turniejów wielkoszlemowych w grze pojedynczej (0–1)
| Końcowy wynik | Nr | Data          | Turniej                    | Nawierzchnia | Przeciwnik   | Wynik finału |
| ------------- | -- | ------------- | -------------------------- | ------------ | ------------ | ------------ |
| Finalista     | 1. | 1 lutego 2020 | Australian Open, Melbourne | Twarda       | Harold Mayot | 4:6, 1:6     |